# SMA Solar Technology
Die SMA Solar Technology AG (ursprünglich für „System-, Mess- und Anlagentechnik“) mit Hauptsitz im nordhessischen Niestetal ist der deutschlandweit bekannteste Hersteller von Wechselrichtern für Photovoltaikanlagen mit Netzeinspeisung und netzunabhängiger Einspeisung. Weltweit rangiert SMA bei Wechselrichter-Umsätzen auf Platz 6.
Das Unternehmen ist mit Niederlassungen in insgesamt 18 Ländern vertreten.

## Geschichte

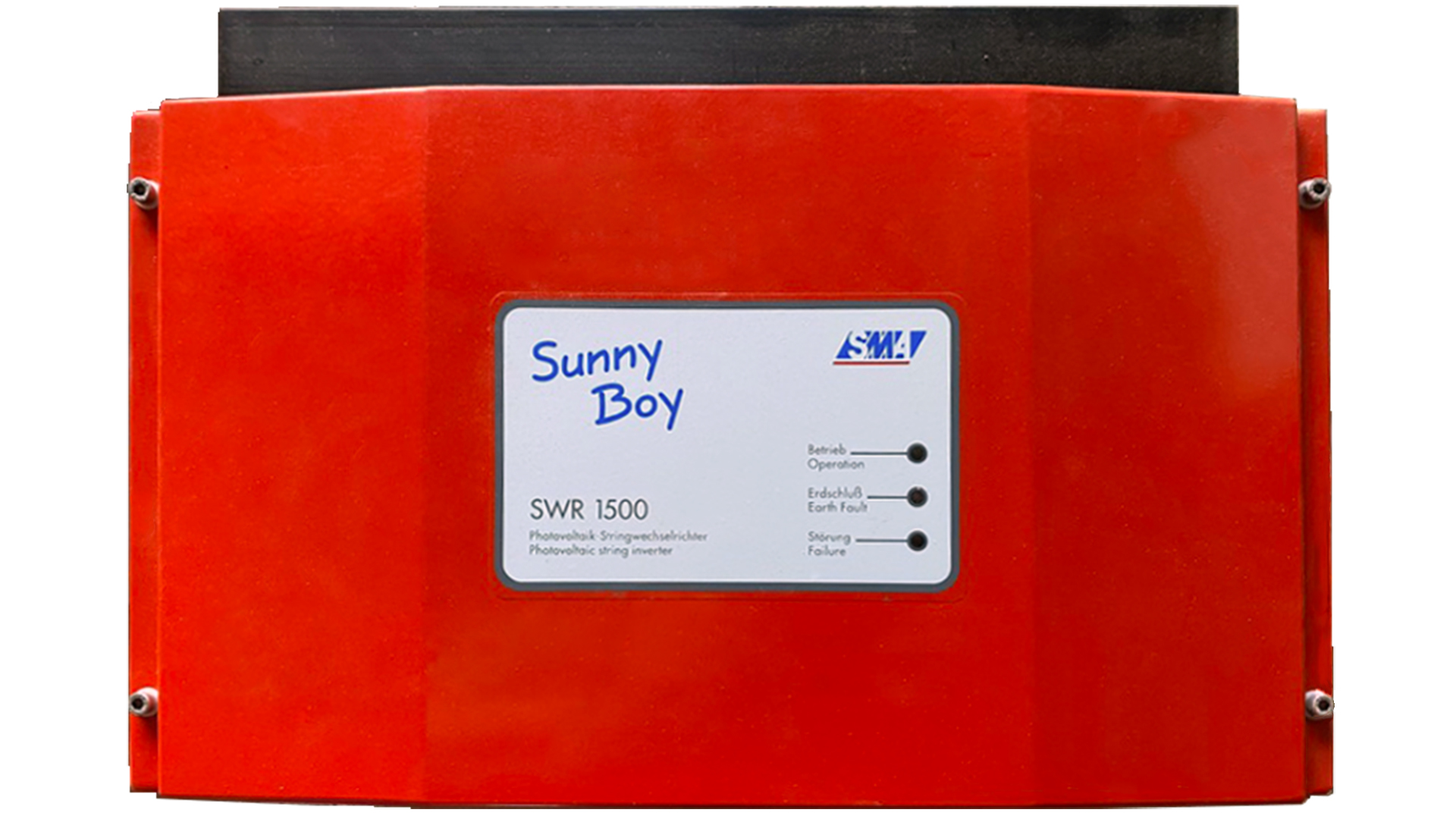
Der SMA SunnyBoy SWR 1500, ein transformatorloser String-Wechselrichter mit integriertem allstromsensitiven Fehlerstromschutzschalter, Markteinführung 1996

SMA wurde 1981 von Werner Kleinkauf und den ehemaligen Vorstandsmitgliedern Günther Cramer (1952–2015), Peter Drews und Reiner Wettlaufer unter dem Namen SMA Regelsysteme GmbH als eigenständiges Unternehmen aus der Universität Kassel heraus gegründet. Die Firma hatte mit der Entwicklung und Herstellung von Industriecomputern einen ersten Schwerpunkt. Im Zuge des 1990 aufgelegten 1000-Dächer-Programms der Bundesrepublik Deutschland war ein Projektziel die Entwicklung kompakter vollautomatischer Wechselrichter, deren Funktionsprüfung von Laien vorgenommen werden konnte. SMA entwickelte daraufhin bis 1995 mit dem Sunny Boy SWR 700, einen String-Wechselrichter für in Reihe geschaltete Solarmodule bis 1 kWp. Die Weiterentwicklung diese Konzeptes kompakter PV-Wechselrichter zur Netzeinspeisung führte bis Ende der 1990er Jahre zum selbstgeführten, transformatorlosen String-Wechselrichter (ohne galvanische Trennung) mit integrierter Fehlerstromerkennung für Gleich- und Wechselstrom als Schutzkonzept (DIN VDE 0126). Dabei wurde der Wirkungsgrad der Wechselrichter von ursprünglich rund 90 % (1990) auf bis zu 98 % bei transformatorlosen Wechselrichtern erhöht und der Preis pro kW-Ausgangsleistung um rund 50 % verringert (siehe Geschichte der Photovoltaik). Viele Hersteller von netzgekoppelten Wechselrichtern haben das von SMA eingeführte String-Konzept übernommen.
Die SMA Regelsysteme GmbH firmierte 2004 zur SMA Technologie AG um. Im Juni 2008 wurde der Name in den heutigen geändert, um die Fokussierung auf die Solartechnik zu unterstreichen. Gleichzeitig wurde der Geschäftsbereich Bahntechnik in die SMA Railway Technology GmbH ausgegliedert. Am 29. März 2017 wurde der Verkauf der SMA Railway Technology GmbH an den chinesischen Bahntechnikkonzern Beijing Dinghan abgeschlossen. Größere Veränderungen im Vorstand wurden nach der Hauptversammlung am 10. Juni 2009 wirksam. Der Gründer Reiner Wettlaufer wechselte in den Aufsichtsrat. Seit der Hauptversammlung 2011 war Pierre-Pascal Urbon Vorstandssprecher und für die strategische Ausrichtung des Unternehmens und die Weiterführung der Internationalisierung verantwortlich. Die beiden Gründer Drews und Cramer wechselten in den Aufsichtsrat. Im November 2012 erweiterte Lydia Sommer den Vorstand und übernahm das Ressort Finanzen und Recht von Pierre-Pascal Urbon, der dieses Ressort bisher in einer Doppelrolle als Vorstandssprecher und Chief Financial Officer mit innehatte. Seit Mai 2013 verantwortete Lydia Sommer auch das Ressort Personal und die Funktion des Arbeitsdirektors, nachdem Jürgen Dolle aus dem Vorstand ausgeschieden war. Das operative Geschäft hatte Vorstandssprecher Pierre-Pascal Urbon übernommen. Im Januar 2015 übernahm Martin Kinne das Vorstandsressort Vertrieb und Service.
SMA ist am deENet, einem Anfang 2003 gegründeten Verein „Kompetenznetzwerk für dezentrale Energietechnologien Nordhessen“ beteiligt, der die in der Region vorhandenen Kompetenzen auf diesem Gebiet bündeln soll. Im März 2009 hat SMA mit dem Solar-Werk 1 eine CO2-neutrale Produktionsstätte errichtet.
2011 hatte das Unternehmen mehr als 5000 Mitarbeiter. 2014 kam es zum bisher größten Umsatzeinbruch der Firmengeschichte. Am 26. Januar 2015 wurde deshalb bekannt, dass 1600 der fast 4700 Stellen des Konzerns abgebaut werden sollen, davon 1300 in Deutschland. Von diesen 1300 Stellenstreichungen war weitestgehend der Standort im nordhessischen Niestetal betroffen. Während SMA im Jahr 2010 noch einen Umsatz von 1,9 Milliarden Euro und einen Überschuss von 365 Millionen Euro erzielte, lag der Umsatz 2014 nur noch bei 805,4 Millionen Euro und einem Verlust von 164,9 Millionen Euro. Im Zuge der Transformation des Unternehmens 2015 reduzierte der SMA Aufsichtsrat auch die Anzahl der Vorstandsmitglieder. Lydia Sommer schied Ende Februar und Martin Kinne Ende Dezember 2015 aus dem Vorstand der SMA aus. Ihre Aufgaben wurden auf die drei verbleibenden Vorstandsmitglieder übertragen. Ab 1. Januar 2016 verantwortete Pierre-Pascal Urbon als Vorstandssprecher neben dem Ressort Strategie als Chief Financial Officer (CFO) das Ressort Finanzen, Recht und Compliance sowie Vertrieb. Roland Grebe, vorher Vorstand Technische Innovationen, führte die Bereiche Personal und IT und war neuer Arbeitsdirektor der SMA Solar Technology AG. Die Gesamtverantwortung für die Ressorts Technologie sowie Operations oblag Jürgen Reinert.
Im Februar 2023 wurde der im Juli 2022 angekündigte Ausbau des Werkes begonnen.

## Unternehmensprofil
Das Unternehmen konzentriert sich auf die Entwicklung und Herstellung von Systemtechnik für Photovoltaik und Batteriespeicher sowie auf Energiemanagementlösungen. Früher umfasste SMA noch die Geschäftsbereiche Bahntechnik und Industriecomputer. SMA führt Vertriebs- und Service-Niederlassungen in den USA, Chile, Brasilien, Kanada, Mexiko, Südafrika, Spanien, Italien, Frankreich, der VR China, Australien, Belgien, Indien, Japan, Großbritannien, Polen und den Vereinigten Arabischen Emiraten.
Im Jahr 2011 akquirierte SMA einen seiner langjährigen Hauptzulieferer für Elektronikkomponenten, das polnische Unternehmen dtw Sp.z o.o. 2012 erwarb SMA die Mehrheitsbeteiligung an dem chinesischen Unternehmen Jiangsu Zeversolar New Energy Co., Ltd., welches zu den führenden chinesischen Solarwechselrichter-Herstellern zählt. Im ersten Quartal 2019 wurden die chinesischen Tochtergesellschaften an das dortige Management verkauft.
SMA gewann im Jahre 2014 das dänische Unternehmen Danfoss als strategischen Partner und übernahm dessen Wechselrichter-Sparte. Im April 2016 beteiligte sich SMA im Rahmen einer Kapitalerhöhung mit 27 Prozent an der Tigo Energy, Inc. und erhielt gleichzeitig die exklusiven Rechte für den weltweiten Vertrieb der Smart-Modultechnik TS4-Retrofit. Im Januar 2018 gründete SMA mit der coneva GmbH mit Sitz in München eine Tochtergesellschaft für digitale Energielösungen. 2019 wurde gemeinsam mit der AixControl GmbH und der aixACCT charging solutions GmbH das Joint Venture Elexon gegründet. Das Geschäftsfeld von Elexon ist die Planung, die Installation und der Service von E-Fahrzeug-Ladeparks.

## Produkte

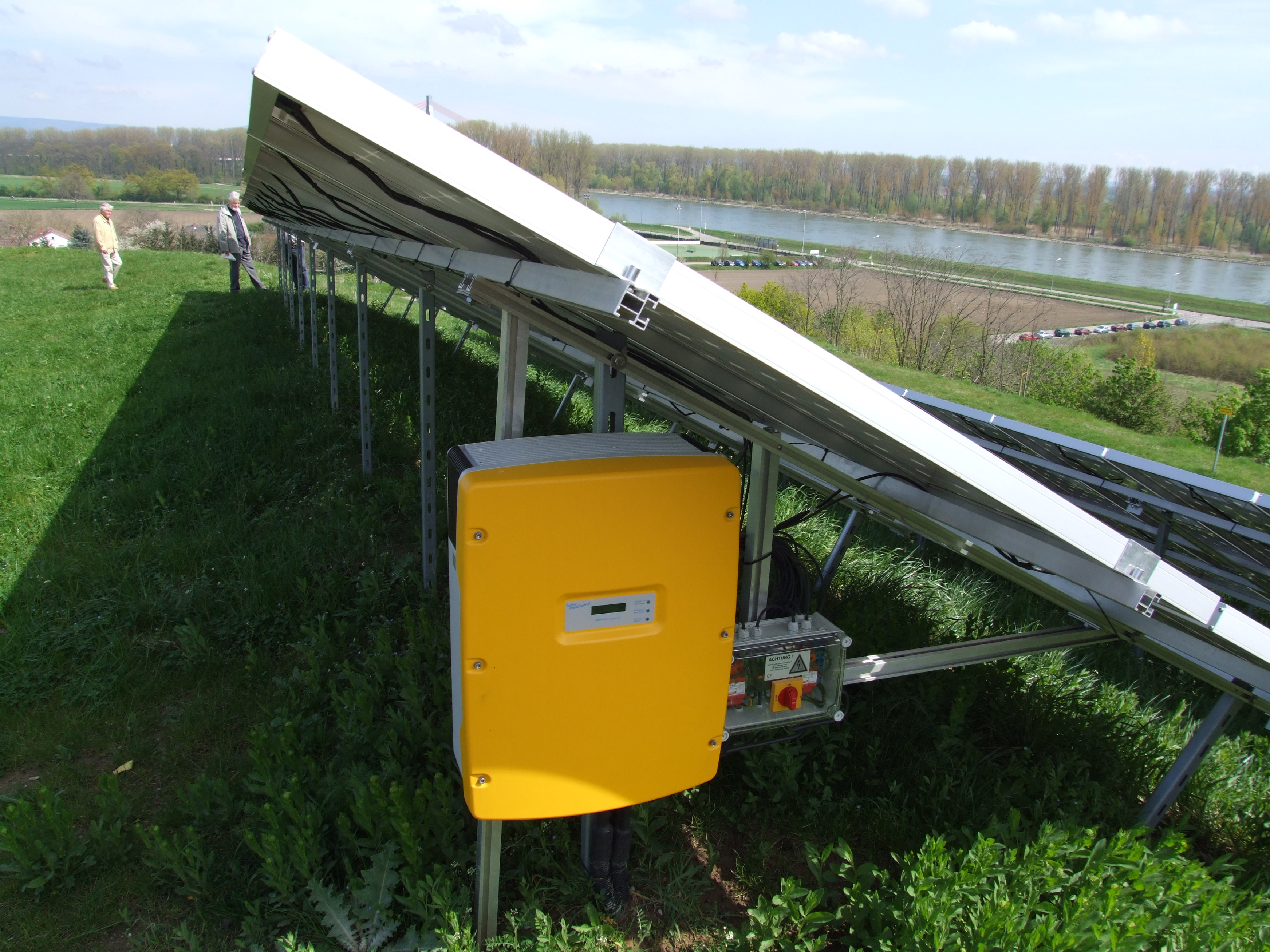
Ein Sunny Mini Central montiert für eine Freiflächenanlage in Speyer, rechts im Bild der Rhein

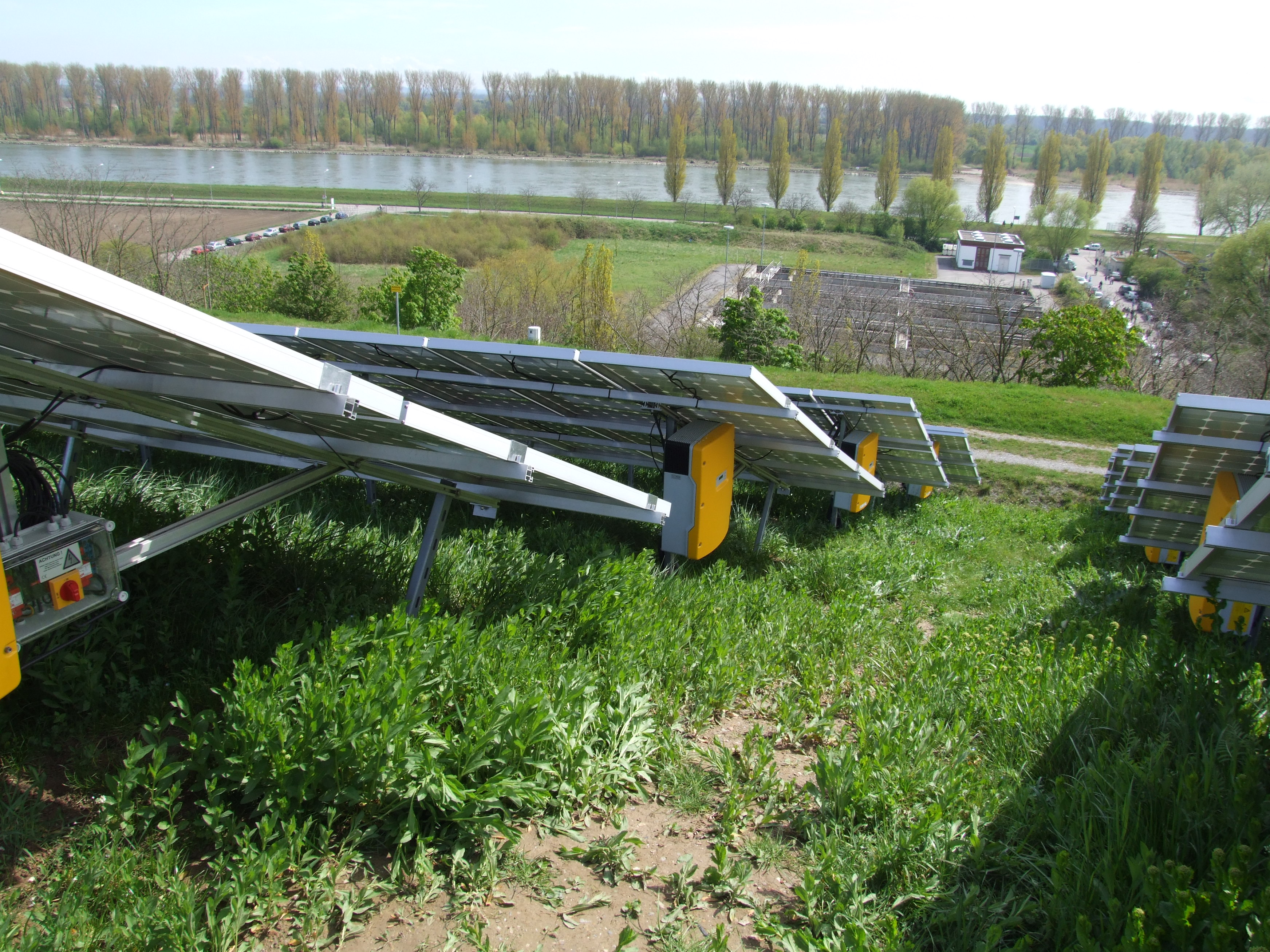
Die SMA-Wechselrichter der Anlage in Speyer

SMA vertreibt Solar-Wechselrichter als Produktfamilien „Sunny Boy“ (für Klein- und Hausanlagen sowie Solarbäume), „Sunny Tripower“ (für kleine und mittlere Anlagen ab 3 kW bis in den Megawattbereich), „Sunny Highpower“ (für mittlere Anlagen ab 75 kW bis zu PV-Kraftwerken im Multimegawattbereich) und „Sunny Central“ (für Freiflächenanlagen und Solarparks ab 500 kW bis in den Multimegawattbereich wie beispielsweise die Solaranlage im Energiepark Waldpolenz mit 40 MW) zum Eigenverbrauch von Solarenergie und zur Einspeisung in das Verbundnetz sowie Batteriespeichersysteme mit dem „Sunny Island“ für unabhängige Inselanlagen und netzgekoppelte Systeme sowie „Sunny Boy Storage“ für netzgekoppelte PV-Anlagen und „Sunny Central Storage“ für große Speicherkraftwerke. Das Portfolio wird ergänzt durch Komponenten zu Anlagenüberwachung, Energiemanagement und Datenauswertung sowie Serviceleistungen bis hin zur operativen Betriebsführung von PV-Kraftwerken.

## Geschäftszahlen
| Geschäftsjahr | Umsatz (in Mio. Euro) | Mitarbeiter (im Jahresdurchschnitt) |
| ------------- | --------------------- | ----------------------------------- |
| 2003          | 104                   | 703                                 |
| 2004          | 181                   | 832                                 |
| 2005          | 172                   | 928                                 |
| 2006          | 193                   | 1.164                               |
| 2007          | 327,3                 | 1.600                               |
| 2008          | 681,6                 | 2.513                               |
| 2009          | 934,3                 | 3.412                               |
| 2010          | 1.920,1               | 4.466                               |
| 2011          | 1.676,3               | 5.532                               |
| 2012          | 1.463,4               | 5.584                               |
| 2013          | 932,5                 | 5.141                               |
| 2014          | 805,4                 | 5.137                               |
| 2015          | 999,6                 | 4.088                               |
| 2016          | 946,7                 | 3.345                               |
| 2017          | 891,0                 | 3.213                               |
| 2018          | 760,9                 | 3.353                               |
| 2019          | 915,1                 | 3.124                               |
| 2020          | 1026,6                | 3.264                               |
| 2021          | 983,7                 | 3.510                               |
| 2022          | 1.065,9               | 3.635                               |
| 2023          | 1.904,1               | 4.377                               |
| 2024          | 1.530,0               | 4.282                               |

## Aktie und Aktionärsstruktur
(Stand: Januar 2025)
- Stiftungen u. Familien der Gründer – 36,44 %
- Danfoss – 20,0 %
- Streubesitz – 43,56 %

Die Aktien des Unternehmens werden seit dem 27. Juni 2008 im Prime Standard der Frankfurter Wertpapierbörse gelistet. Die Aktie des Unternehmens hat sich am 22. September 2008 für den Technologie-Index TecDax qualifiziert. Mit der Neuaufstellung der DAX Indizes durch die Deutsche Börse am 24. September 2018 ist sie von dort in den SDAX gewechselt und wird seit dem 22. März 2021 zusätzlich erneut im TecDAX gelistet.

## Auszeichnungen

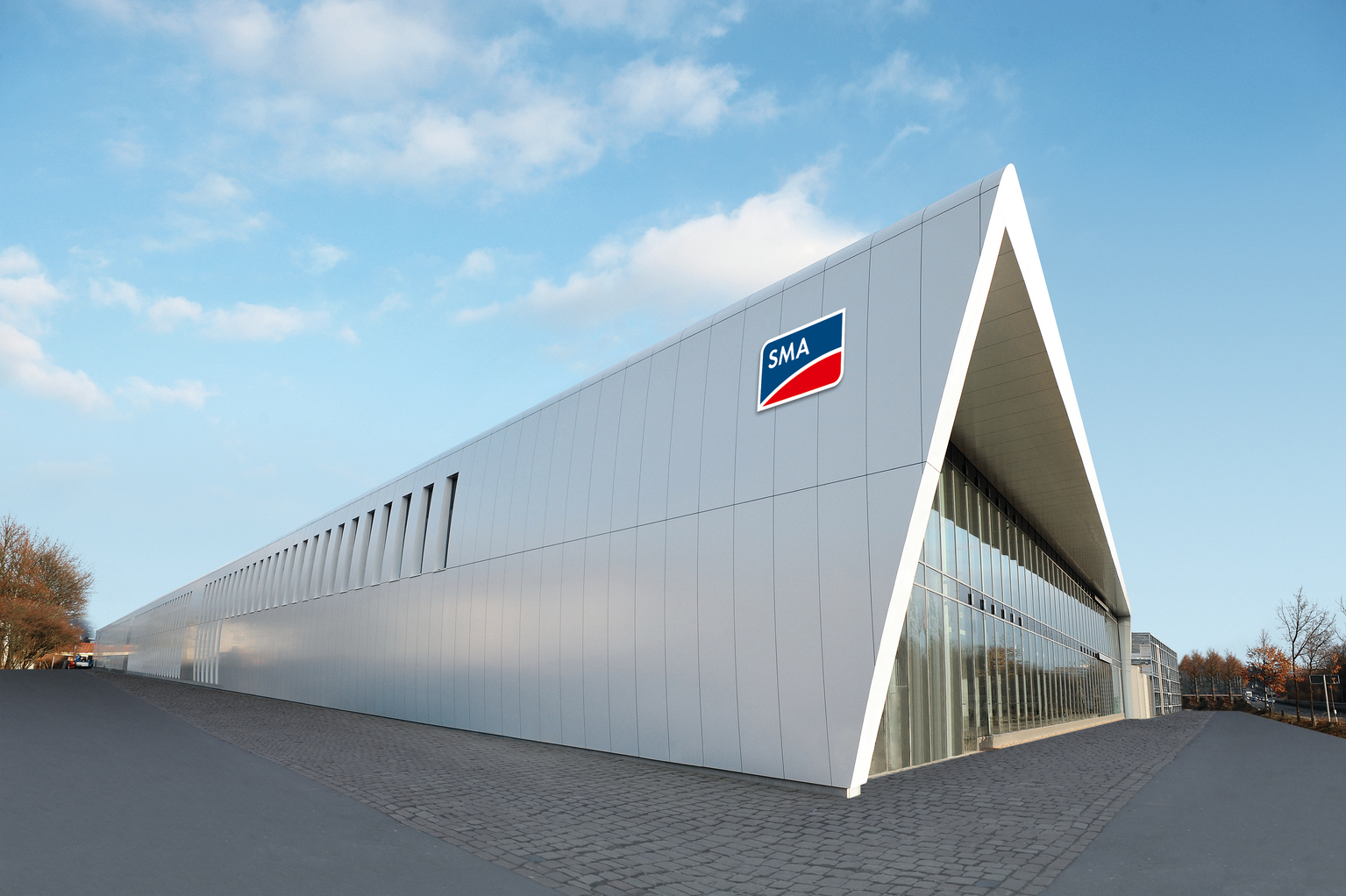
Das SMA Solar-Werk 1

2008 bekam SMA den Deutschen Fairnesspreis überreicht.
Zudem wurde das SMA Solar-Werk 1 aufgrund seiner CO2-neutralen Produktion mit dem Energy Efficiency Award 2010 von der Deutschen Energie-Agentur ausgezeichnet und zusätzlich 2011 von Deutschland – Land der Ideen gekürt.